# AEC Routemaster
AEC Routemaster je dvoupodlažní autobus s klasickou koncepcí pohonu, který byl vyráběn společnostmi Associated Equipment Company a Park Royal Vehicles. První prototyp byl sestaven v roce 1954 a poslední kus byl vyroben v roce 1968. 
První autobusy typu Routemaster se dostaly do služby v Londýně v únoru 1956 a poslední kusy byly nahrazeny v pravidelných linkách v prosinci 2005. Většina Routemasterů byla vyrobena pro společnost London Transport, ale několik si objednaly i British European Airways a Northern General Transport Company. Celkově bylo vyrobeno 2 876 Routemasterů, z nichž 1 280 stále existuje.
V Routemasterech se nenacházely žádné dveře pro cestující, což umožnilo nástup i výstup i mimo oficiální zastávky. Přítomnost průvodčího zase zkrátila dobu nástupu a zvýšila bezpečnost, ale zvýšila náklady na pracovní sílu.
Právě díky svému novátorskému designu přečkal Routemaster několik dekád v provozu po celém Spojeném království, ale především v Londýně. V posledních letech služby byl tehdy už zastaralý design částí společnosti milován, částí kritizován. Díky své dlouhé službě a líbivému designu byly Routemastery v roce 2006 zvoleny mezi 10 největších britských designových ikon (společně s Concordem, Mini, Supermarine Spitfire, plánem londýnského metra, World Wide Webem a britskou telefonní budkou). Pár let po vyřazení ze služby začaly práce na tzv. New Routemaster, autobusu inspirovaném tradičním designem AEC Routemaster. Ten se dostal do služby v roce 2012.